# سوبر ماريو بروس سوبر شو
سوبر ماريو بروس سوبر شو (بالإنجليزية: The Super Mario Bros. Super Show!)‏ هو مسلسل تلفزيوني رسوم متحركة أمريكي، قصته مبنية على لعبة سوبر ماريو برذرز وسوبر ماريو برذرز 2، وهو أول مسلسل رسوم متحركة تم عرضه عن سوبر ماريو، وقد بدأ عرضه من 4 سبتمبر 1989 إلى 1 ديسمبر 1989.

## روابط خارجية
- سوبر ماريو بروس سوبر شو على موقع IMDb (الإنجليزية)
- سوبر ماريو بروس سوبر شو على موقع كينوبويسك (الروسية)
- سوبر ماريو بروس سوبر شو على موقع ألو سيني (الفرنسية)
- سوبر ماريو بروس سوبر شو على موقع قاعدة بيانات الفيلم (الإنجليزية)